# Herbert Garrison
Pour les articles homonymes, voir Garrison.
Herbert Garrison, généralement appelé « M. Garrison », est un personnage fictif de la série animée South Park. Entre les neuvième et douzième saisons, ce personnage est une femme nommée Janet Garrison, également appelée « Mrs Garrison ».
Garrison est le maître d'école des personnages principaux de la série. C'est un personnage particulièrement extrême et délirant qui collectionne les désordres psychiatriques, lubies et perversions en tous genres. Par ailleurs, Garrison a changé de genre deux fois : c'est une femme prénommée Janet de la neuvième à la douzième saison de South Park. Sa sexualité est très fluide : elle a été, au fil des épisodes, hétérosexuelle, pédéraste, pédophile, zoophile, homosexuelle, et lesbienne. Pendant ses phases hétérosexuelles, le personnage de Garrison est violemment homophobe.
Garrison a grandi en Arkansas et a 42 ans, des cheveux grisonnants et une calvitie prononcée depuis l'enfance. Il enseigne au CE2 (« 3rd grade ») au début de la série, puis au jardin d'enfants avant de passer au CM1 (« 4th grade »). Il se lance en politique dans la saison 19 et devient président des États-Unis dans la saison 20, parodiant Donald Trump,.
Il est inspiré d'un instituteur de maternelle dans l'enfance de Trey Parker qui utilisait une marionnette, Mr. Hat, comme aide éducative et d'un professeur de littérature britannique que Parker a connu à l'Université du Colorado. Parker dit de lui qu'il est le personnage le plus complexe de la série en raison de ses nombreux problèmes psychiatriques.

## Personnalité et évolution
Herbert Garrison est un des personnages secondaires les plus importants depuis le premier épisode de la série. Il a des méthodes et des manières brusques, un langage vulgaire et violent devant les enfants, et des idées particulièrement intolérantes et haineuses. Un gag récurrent à son propos le voit demander à chaque Noël l'expulsion des Mexicains. On le verra également affirmer qu'il n'a aucune confiance envers les femmes, parce que selon lui il s'agit d'êtres "qui peuvent saigner 5 jours sans en crever" (South Park, le Film) . Il estime également que les femmes peuvent être des "succubes", qu'il définit comme des "femmes envoyées par l'enfer pour détruire la vie d'un homme".Malgré cela, les inflexions de sa voix et ses manières suggèrent une homosexualité qu'il nie farouchement, allant jusqu'à affirmer à Chef que c'est un stratagème pour attirer les femmes. Il finit cependant par accepter son homosexualité dans l'épisode 4th grade , au terme d'une expérience initiatique parodiant Star Wars, épisode V : L'Empire contre-attaque, et l'assume dorénavant de façon outrageuse. Il se met en couple avec un homosexuel particulièrement flamboyant, M. Esclave, qui l'assiste dans ses leçons vêtu d'un costume de motard façon sado-masochiste.
Quelques saisons plus tard, Garrison réalise soudainement qu'elle est une femme emprisonnée dans un corps d'homme et subit les opérations nécessaires à sa transition de genre. Son apparence change peu : on aperçoit la forme de sa poitrine et elle met du rouge à lèvres et des boucles d'oreille, mais ne camoufle en rien sa calvitie et parle de la même façon. Le personnage prendra comme nom Janet Garrison durant cette période. M. Esclave la quitte et Mme Garrison réagit en devenant brutalement homophobe et en faisant campagne contre le mariage gay. Elle devient violemment religieuse par la même occasion et essaie de convaincre ses élèves à quel point la théorie de l'évolution qu'on l'oblige à enseigner est absurde. Mais elle change son fusil d'épaule en rencontrant Richard Dawkins, avec qui elle a une liaison, et devient athée militante. Plus tard, elle devient lesbienne quand elle se rend compte qu'elle aura plus de chances de ce côté-là. Finalement, Garrison change d'avis une nouvelle fois dans l'épisode de la douzième saison Ciel, une quéquette ! et connait une deuxième transition de genre vers le masculin.
Dans les premières saisons, il entretient des relations épisodiques avec des hommes comme des femmes. Il est suggéré qu'il a également eu des relations avec des animaux dans Un éléphant fait l'amour à un cochon et Les Jakovasaures. Dans Cartman s'inscrit à la NAMBLA, il cherche également des relations pédophiles. Dans Le bruit marron, il reproche à son père de ne jamais avoir abusé de lui quand il était enfant, ce qu'il interprète comme un manque d'amour paternel.

## Carrière
Initialement, M. Garrison est présenté comme un professeur incompétent dont les leçons portent sur tout et n'importe quoi. Il enseigne soit des sujets insignifiants comme des feuilletons télévisés ou des sujets trop complexes pour des enfants de cet âge comme le communisme. Il ne manque pas de donner régulièrement son point de vue, généralement rétrograde, sur le sujet. L'attitude et les qualités de Garrison par rapport à l'enseignement, comme par rapport à bien d'autres choses, varient considérablement d'un épisode à l'autre. Tantôt il semble attaché à son métier, tantôt il déborde de lassitude et de mépris envers ses élèves, lesquels, il est vrai, lui en font voir de toutes les couleurs. Néanmoins, grâce à ses manières brutales, il parvient généralement à contrôler sa classe, y compris le terrible Eric Cartman. Il rejette la théorie de l'évolution et la ridiculise lorsqu'on le contraint à l'enseigner.
Pendant les 58 premiers épisodes, les personnages principaux de la série sont élèves de CE2 et M. Garrison est leur maître. À partir du 59e épisode, ils passent au CM1 et le « perdent ». Dans l'épisode Tampons en cheveux de Cherokee, on apprend que Garrison a abandonné son emploi et son logement après une dépression et des ennuis avec la police pour comportement pédophile. Il cherche alors à devenir écrivain de romans érotiques mais n'a aucune inspiration pour décrire les corps féminins alors qu'au contraire, il décrit dans les moindres détails les corps masculins. Il a une apparition et se découvre finalement homosexuel, ce qui était parfaitement évident pour les autres adultes depuis longtemps. Il sollicite son emploi de nouveau mais se voit proposer à la place un poste au jardin d'enfants, qu'il accepte malgré l'humiliation que cela représente. Garrison s'avère être encore pire puériculteur que professeur : lorsque, à la suite d'un vent de panique dans Du bon usage du préservatif, on lui demande de faire l'éducation sexuelle des petits enfants, il leur enseigne toutes sortes de pratiques sexuelles y compris coprophiles. À la suite du décès de la maîtresse de CM1, Mlle Crockelpaf, Garrison la remplace et se retrouve à nouveau à enseigner aux personnages principaux de la série.
M. Garrison affirme dans l'épisode L'Engin avoir obtenu une maîtrise d'ingénierie mécanique à la faculté de Denver. Il démontre ses compétences durant l'épisode en inventant un moyen de transport absurde mais hautement sophistiqué, embrassant ainsi une courte carrière d'ingénieur.
Dans la saison 19, il se lance dans la politique et devient candidat à la présidence des États-Unis,, avec son outrance langagière habituelle. Dans la saison 20, il est le candidat républicain et se transforme visiblement en Donald Trump en acquérant d'abord son bronzage particulier puis, une fois élu président, sa crinière blonde,. Réalisant qu'il n'a pas de programme et craignant de gagner, tout en ne voulant pas avoir honte en abandonnant, il tente diverses bourdes pour perdre et va jusqu'à dire lui-même que son adversaire lui est préférable (Hillary Clinton) ; toutefois, sa stratégie fonctionne à l'opposé et il gagne à chaque fois davantage d'électeurs potentiels.
Après ses années de présidence des États-Unis, M. Garrison retourne à South Park et y redevient enseignant comme auparavant. Il s'assagit à partir de ce moment-là et son personnage redevient très secondaire dans le monde fictif de la série.

## Les marionnettes de Garrison
Au début de la série, M. Garrison discute constamment à la façon d'un ventriloque avec une marionnette actionnée par sa main droite, qu'il appelle M. Toque (ou M. Cass en version québécoise). La voix de M. Toque est clairement celle de Garrison, dont les lèvres bougent quand il parle. Mais, dans l'esprit surréaliste de la série, M. Toque semble parfois indépendant, à tel point qu'il parvient à faire sortir Garrison de prison en conduisant une voiture. Dans d'autres épisodes, M. Toque semble plutôt représenter un fragment de la personnalité de Garrison, celle qui le pousse aux comportements les plus extrêmes. Dans South Park, le film, Satan emporte M. Toque en enfer avec lui. La marionnette sera ressuscitée bien plus tard, au cours de l'épisode « South ParQ : Vaccination Special » (diffusé en mars 2021).
Pendant quelques épisodes, Garrison remplace M. Toque par M. T-shirt, une simple brindille vêtue d'un T-shirt, qui porte sur elle le triangle rose, référence directe au symbole cousu sur la chemise des homosexuels sous l'Allemagne nazie. Garrison abandonne ses poupées lorsqu'il devient maître de CM1.